# Centros de poder de los longobardos en Italia (568-774 d. C.)
«Centros de poder de los longobardos en Italia» (en inglés: Longobards in Italy. Places of the power (568-774 A.D.), literalmente traducido mejor como «Los Longobardos en Italia: lugares de poder (568-774 d. C.)») es un sitio serial italiano inscrito por la Unesco en la Lista del Patrimonio de la Humanidad el 25 de junio de 2011.
La descripción de la Unesco dice:

Este sitio comprende siete grupos de edificaciones importantes –fortalezas, iglesias, monasterios, etc.– situadas a lo largo de la Península Itálica. Esos edificios constituyen un testimonio de las grandes realizaciones de los lombardos, pueblo oriundo del norte de Europa que desarrolló su cultura específica en la península italiana, donde dominaron vastos territorios entre los siglos VI y VIII. La transición de la Antigüedad a la Edad Media en Europa fue marcada por la síntesis de estilos arquitectónicos efectuada por los lombardos, en la que se fusionaron el legado del antiguo Imperio Romano y la espiritualidad del cristianismo, así como influencias de Bizancio y de la Europa septentrional germánica. Los siete lugares que forman el sitio constituyen un testimonio del importante papel desempeñado por los lombardos en el desarrollo espiritual y cultural de la cristiandad medieval europea, en la que impulsaron en particular el movimiento monástico.
Descripción en el sitio de la Unesco

## Los siete sitios
La inscripción está integrada por diferentes elementos localizados en siete localidades de Italia, siete lugares densos en testimonios de la arquitectura, la pintura y la escultura del arte lombardo, cuya candidatura fue aceptada en marzo de 2008 con el nombre de «Italia Langobardorum. Centri di potere e di culto (568-774 d. C.)». Se detallan a continuación.
| Código   | Nombre                                                                          | Localidad             | Provincia | Región              | Área protección (ha) | Área tampón (ha) | Coordenadas                                          |
| 1318-001 | El área de Gastaldaga y el complejo episcopal                                   | Cividale del Friuli   | Údine     | Friul-Venecia Julia | 1,09                 | 20,83            | 46°5′39.00″N 13°25′59.00″E / 46.0941667, 13.4330556  |
| 1318-002 | El área monumental con el complejo monástico de San Salvador-Santa Julia        | Brescia               | Brescia   | Lombardía           | 3,75                 | 84,13            | 45°32′23.00″N 10°13′34.00″E / 45.5397222, 10.2261111 |
| 1318-003 | El castrum con la torre Torba y la iglesia extramuros, Santa Maria foris portas | Castelseprio          | Varese    | Lombardía           | 8,5                  | 38,75            | 45°43′44.00″N 8°51′34.00″E / 45.7288889, 8.8594444   |
| 1318-004 | La basílica de San Salvador                                                     | Spoleto               | Perugia   | Umbría              | 0,08                 | 66,85            | 42°44′31.00″N 12°44′36.00″E / 42.7419444, 12.7433333 |
| 1318-005 | El Tempietto de Clitunno                                                        | Campello sul Clitunno | Perugia   | Umbría              | 0,01                 | 51,28            | 42°50′32.00″N 12°45′25.00″E / 42.8422222, 12.7569444 |
| 1318-006 | El complejo de Santa Sofía                                                      | Benevento             | Benevento | Campania            | 0,34                 | 27,56            | 41°7′50.00″N 14°46′53.00″E / 41.1305556, 14.7813889  |
| 1318-007 | El Santuario de San Miguel                                                      | Monte Sant'Angelo     | Foggia    | Apulia              | 0,31                 | 16,82            | 41°42′29.00″N 15°57′17.00″E / 41.7080556, 15.9547222 |

### Cividale del Friuli
La localidad de Cividale del Friuli (Udine) es parte del sitio considerado área de la Gastaldaga con el Templete lombardo y el Complejo episcopal, que incluye los restos del Palacio patriarcal subyacente al Museo arqueológico nacional.
El Templete, hoy un oratorio de Santa María in Valle, es el testimonio arquitectónico más importante y mejor conservado de la época lombarda y es especialmente importante porque señala la coexistencia de motivos puramente lombardos (en Frisos, por ejemplo) y un renacimiento de los modelos clásicos, creando una suerte de continuidad aulica ininterrumpida entre el arte clásico, el arte lombardo, el arte carolingio y el arte otoniano.
El Conjunto episcopal del patriarca Calixto constituía el complejo religioso más importante de la capital del importante Ducado de Friuli y comprendía la basílica, el baptisterio de San Juan Bautista y el Palacio patriarcal. Las excavaciones arqueológicas han restituido solo pocas trazas de las obras arquitectónicas, pero han permitido recuperar algunos de las mejores manufacturas de la escultura lombarda, como la pila bautismal del patriarca Calixto y el altar del duque Rachis.

Bienes en Cividale del Friuli
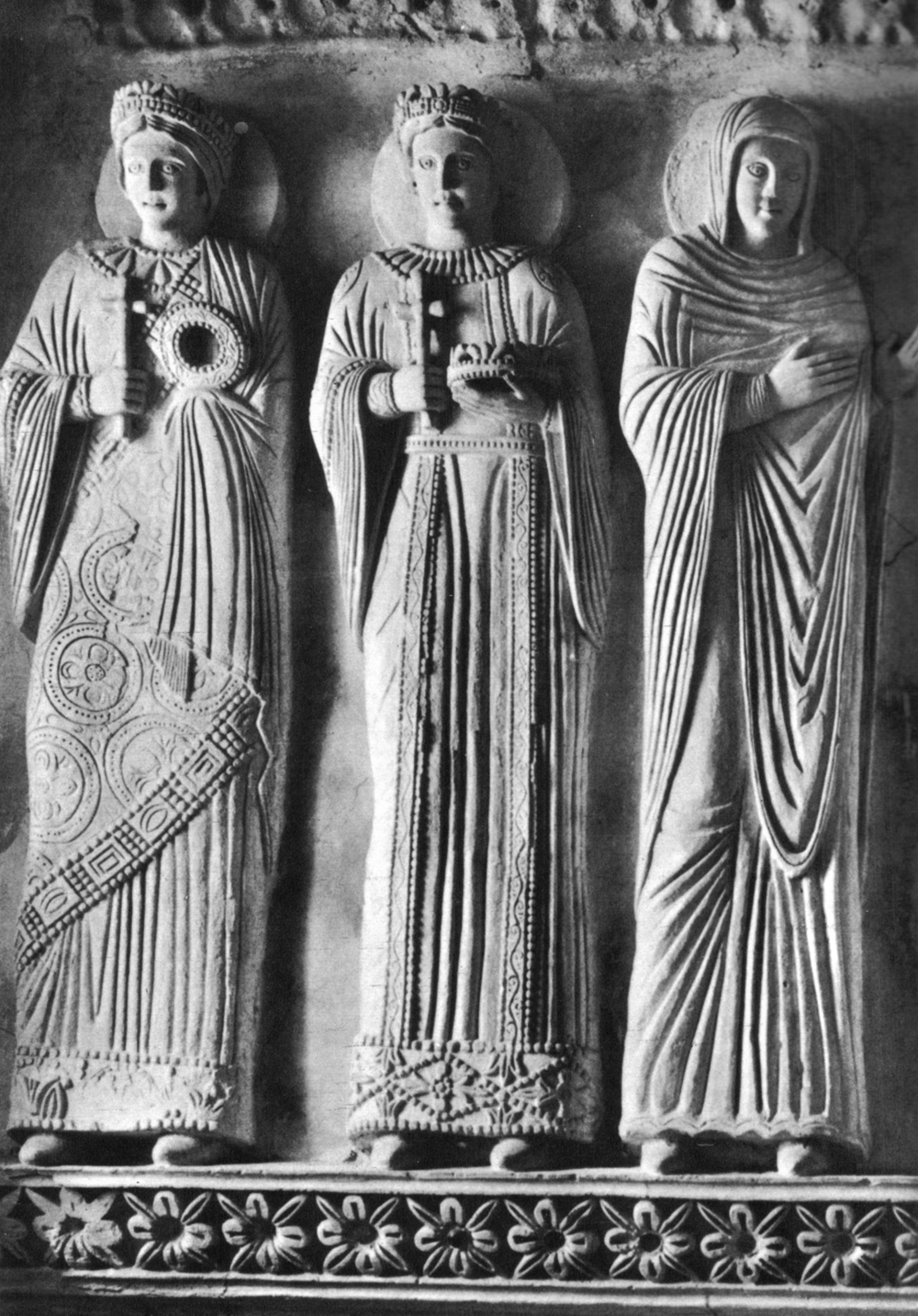
Templete lombardo, figura de Sante en estuco.
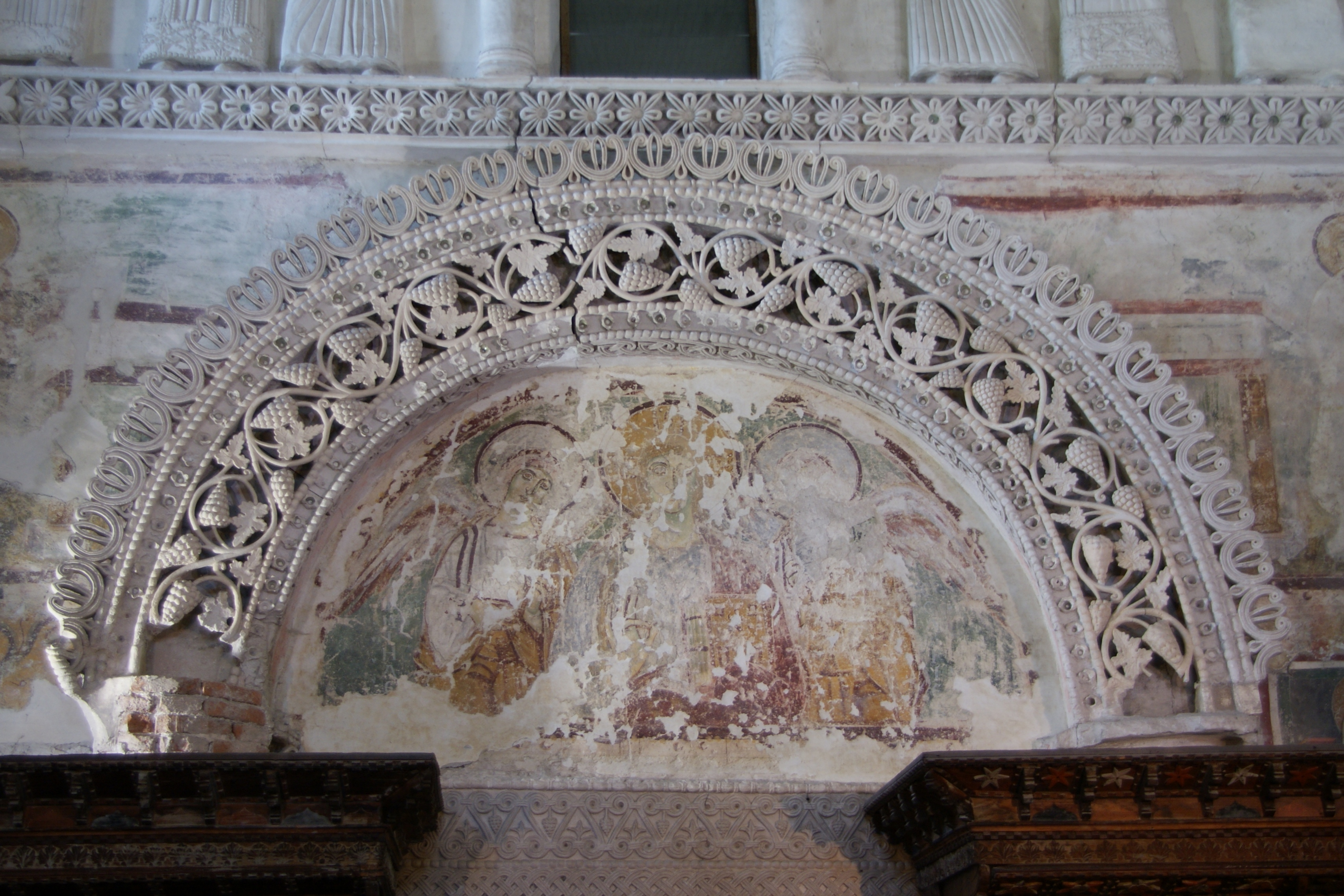
Templete lombardo, lunetta.
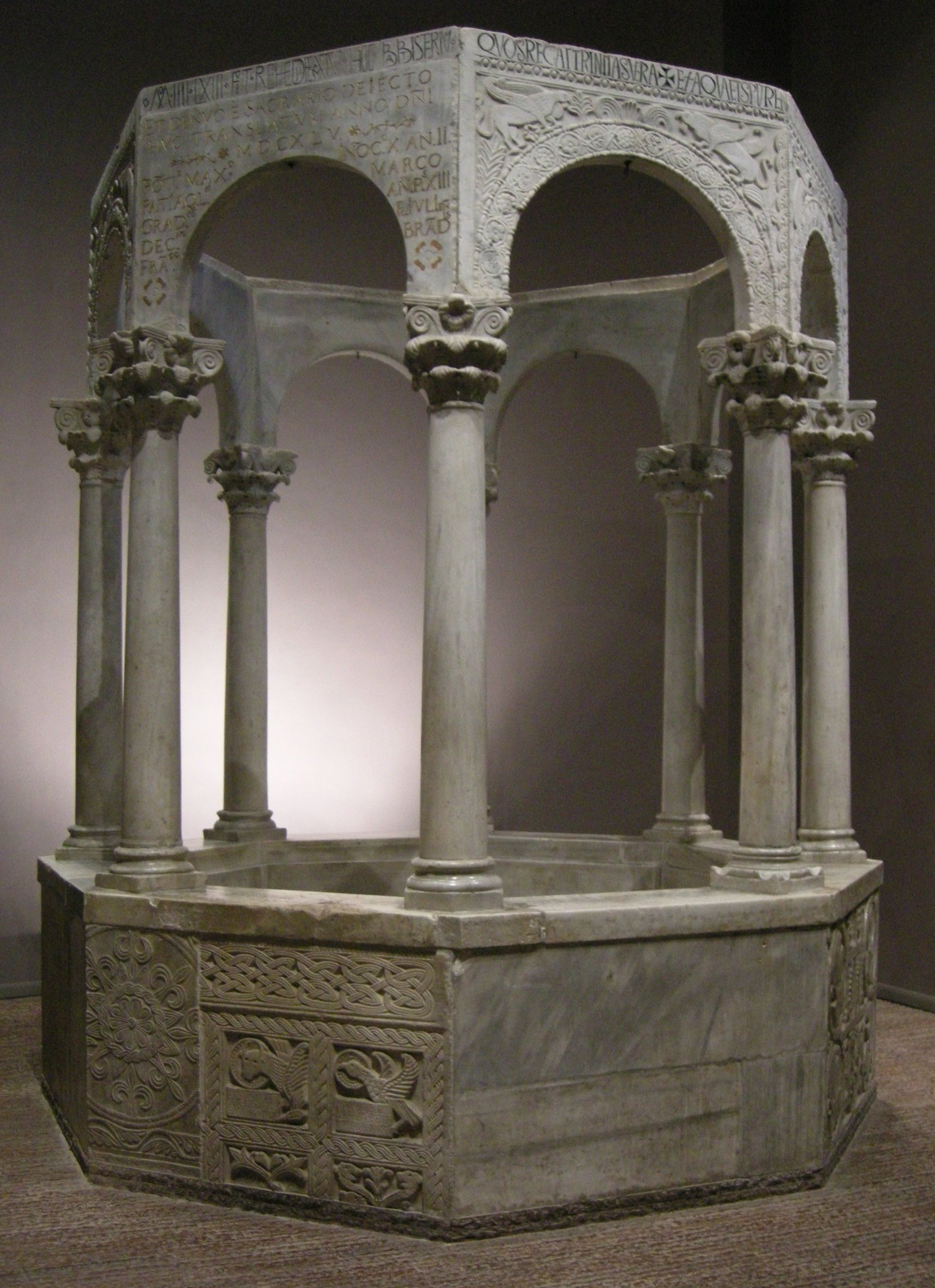
Pila bautismal del patriarca Calixto (Museo arqueológico nacional).
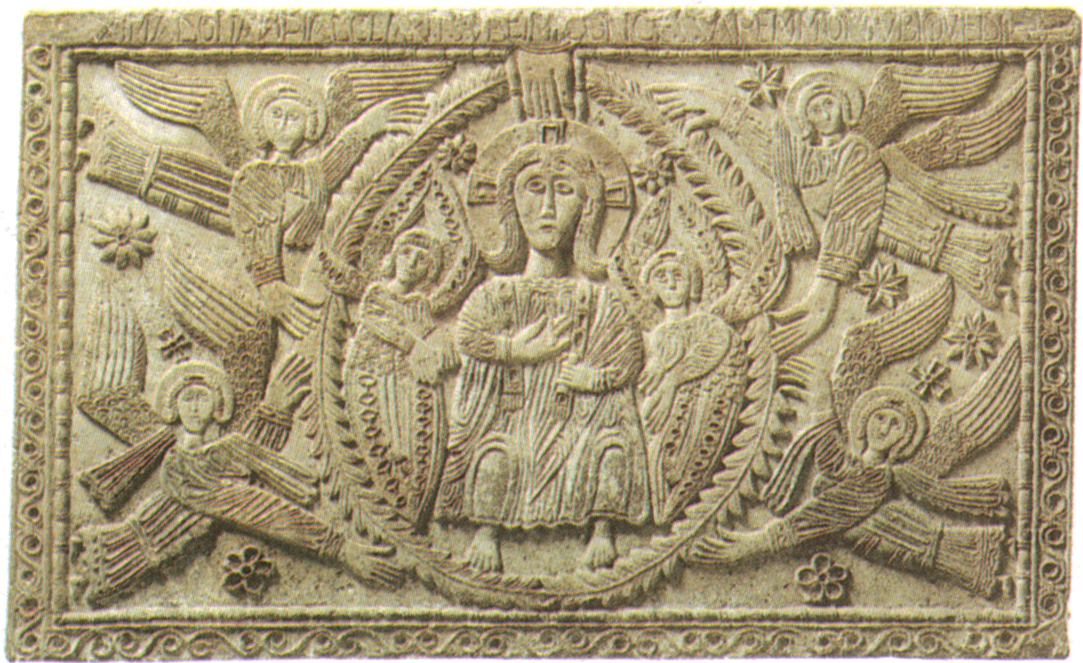
Maiestas Domini, rilieve del Altar del duque Rachis (Museo arqueológico nacional).

### Brescia
En Brescia se han incluido en el Patrimonio de la Humanidad el monasterio de Santa Julia, con la basílica de San Salvador, y la zona monumental arqueológica del foro romano.
Fundada en 753 como la iglesia del monasterio femenino a instancias del duque de Brescia Desiderio, futuro rey de los lombardos, y de su esposa Ansa, la basílica de San Salvador, caracterizada por el uso simultáneo de patrones lombardos y de motivos decorativos clásicos y bizantinos, es uno de los mejores ejemplos de la arquitectura religiosa altomedioeval. A través de los siglos, fue reconstruida y se convirtió en parte del nuevo complejo conventual, cuya iglesia dedicada a Santa Julia se terminó en 1599.
Al oeste del complejo monástico se encuentra la zona monumental formada por el Capitolium, por el santuario republicano y el teatro romano, que está estrechamente vinculado a los acontecimientos que afectan a San Salvador-Santa Julia. El edificio religioso más antiguo del foro romano es de finales del siglo I a. C. El excelente nivel de conservación de los elementos arquitectónicos y decorativos hace de la zona un sitio arqueológico único en el norte de Italia.

Bienes en Brescia
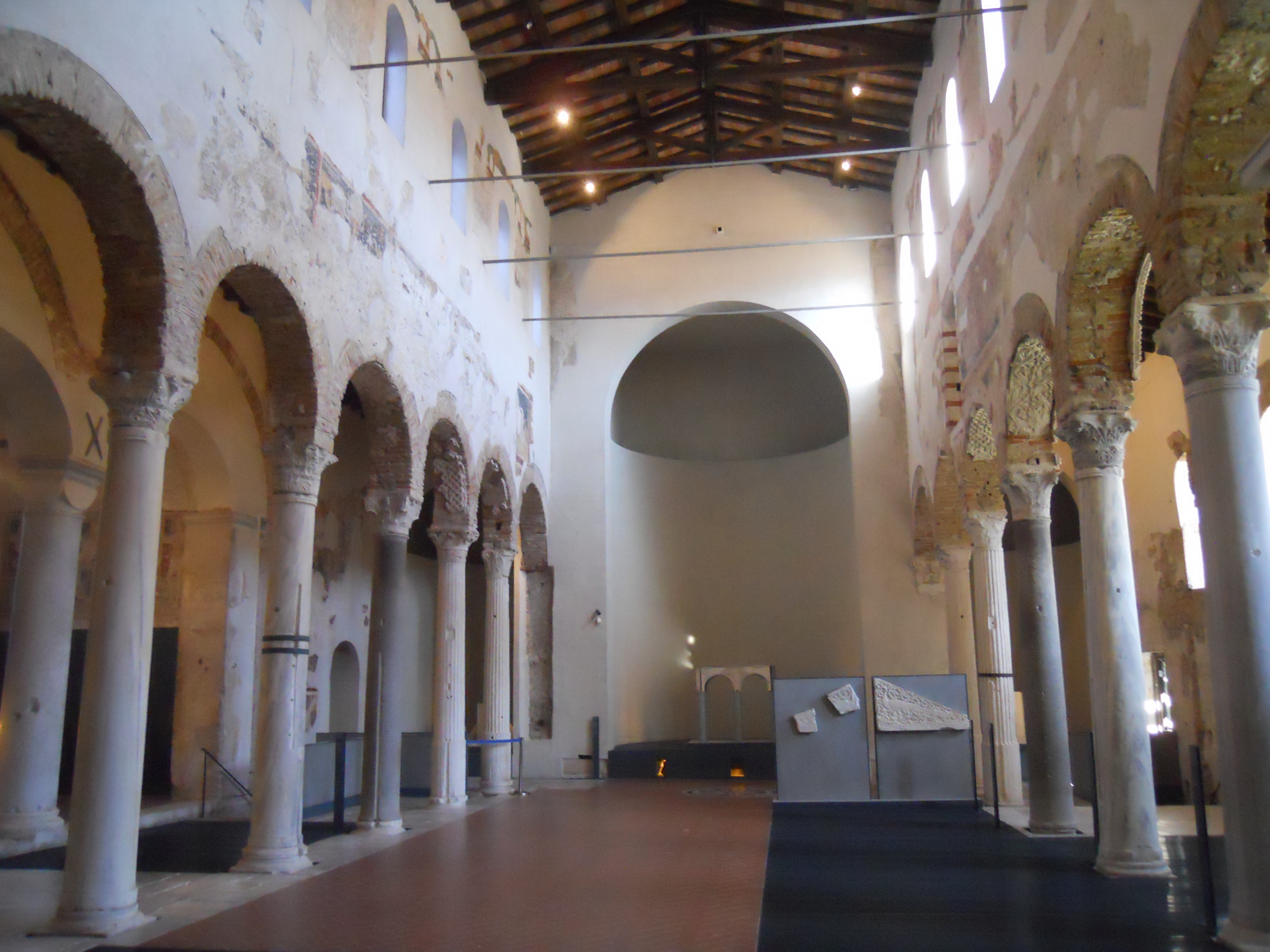
San Salvador, nave principal.
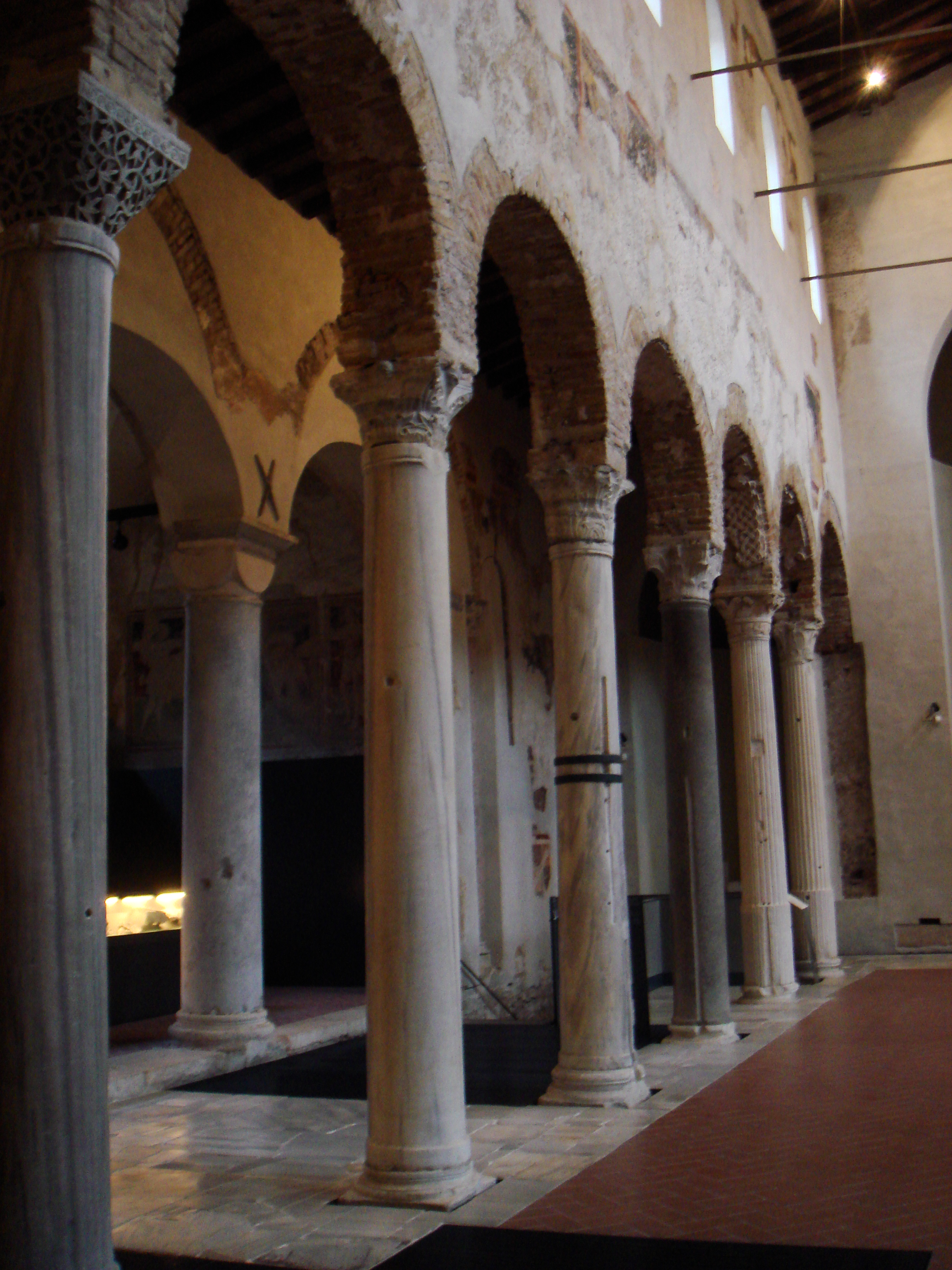
San Salvador, columnata.
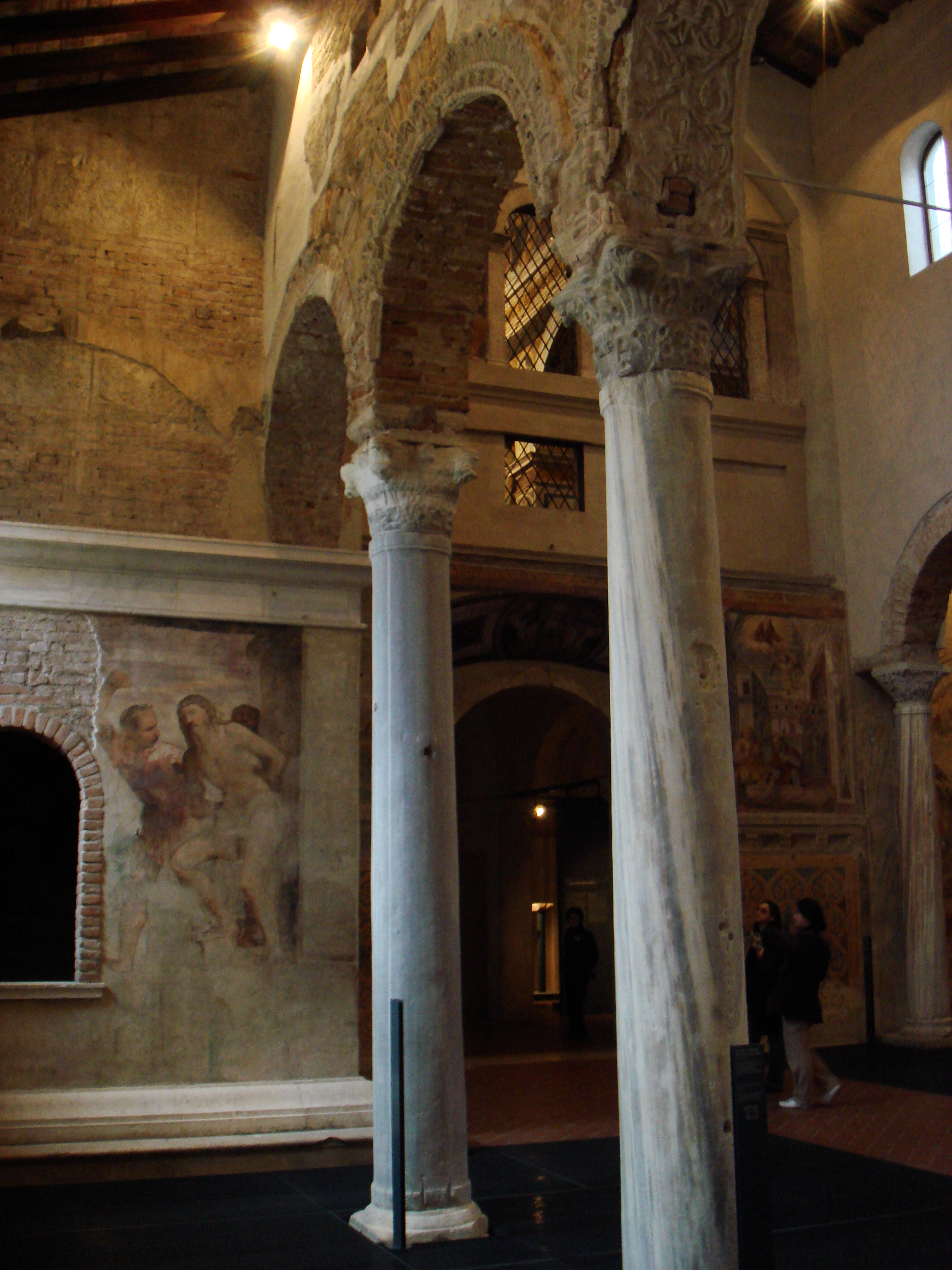
San Salvador, detalle de la columnata romana reutilizadas.
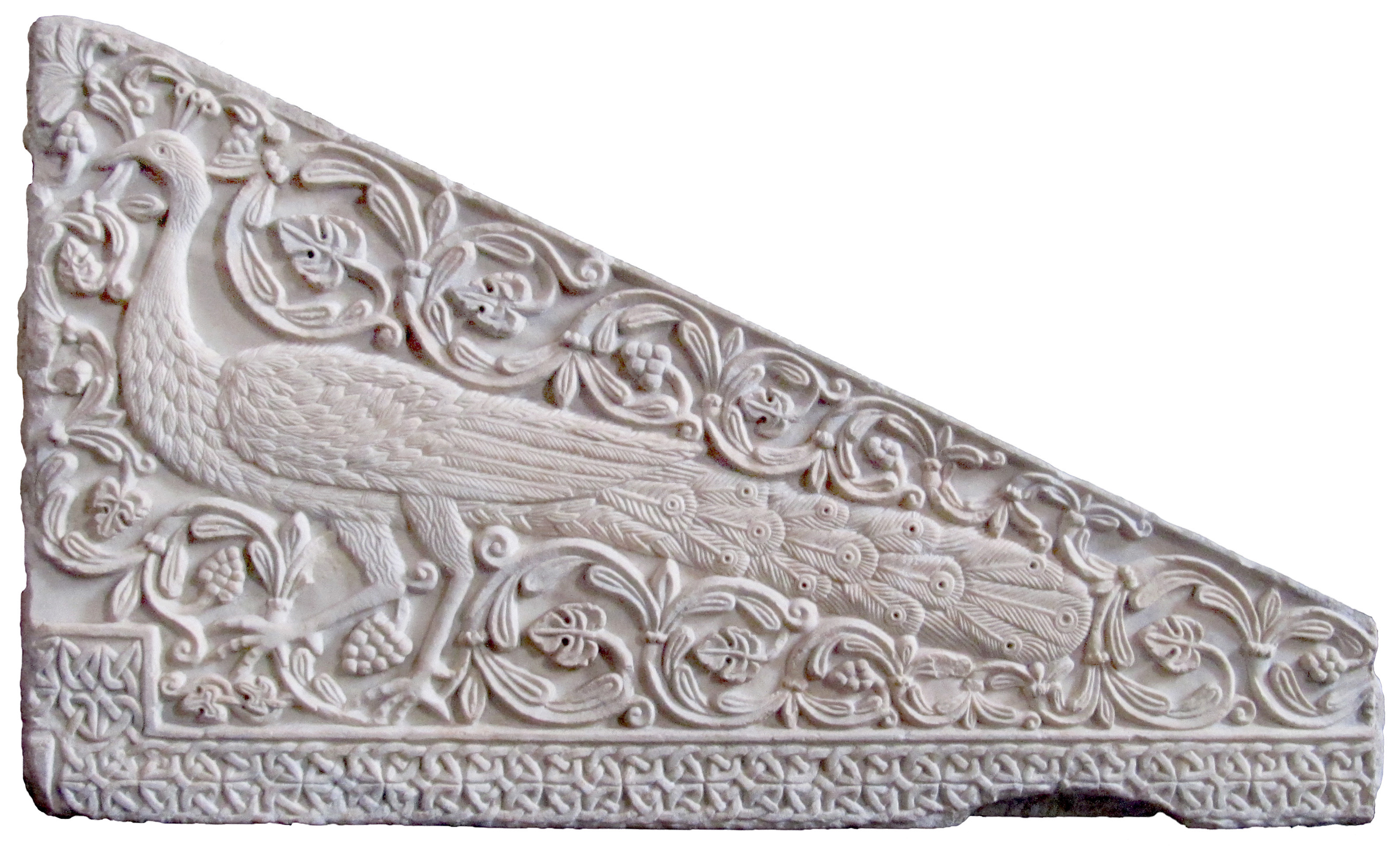
San Salvador, laja con un pavo real.

### Castelseprio
En Castelseprio (Varese) el sitio reconoce el área del castrum con el monasterio de Torba, la iglesia de Santa María foris portas con sus frescos y las ruinas de la basílica de San Giovanni Evangelista. Los lombardos trasformaron el castrum de Castelseprio, el antiguo puesto militar romano y bastión defensivo ostrogodos, primero en una estación comercial y luego en un monasterio (siglo VIII).
Del monasterio se conserva la torre, construida por los ostrogodos y readaptada a los fines monásticos por los lombardos, y la pequeña iglesia dedicada a la Virgen. De la gran basílica de Castelseprio, de tres naves con ábside central y ambulatorio, sólo quedan ruinas, mientras que Santa María foris portas se ha conservado intacta, incluyendo una gran parte de los frescos del ábside, que constituyen uno de los mayores hallazgos de la pintura mural de interior de toda la Alta Edad Media.

Bienes en Castelseprio
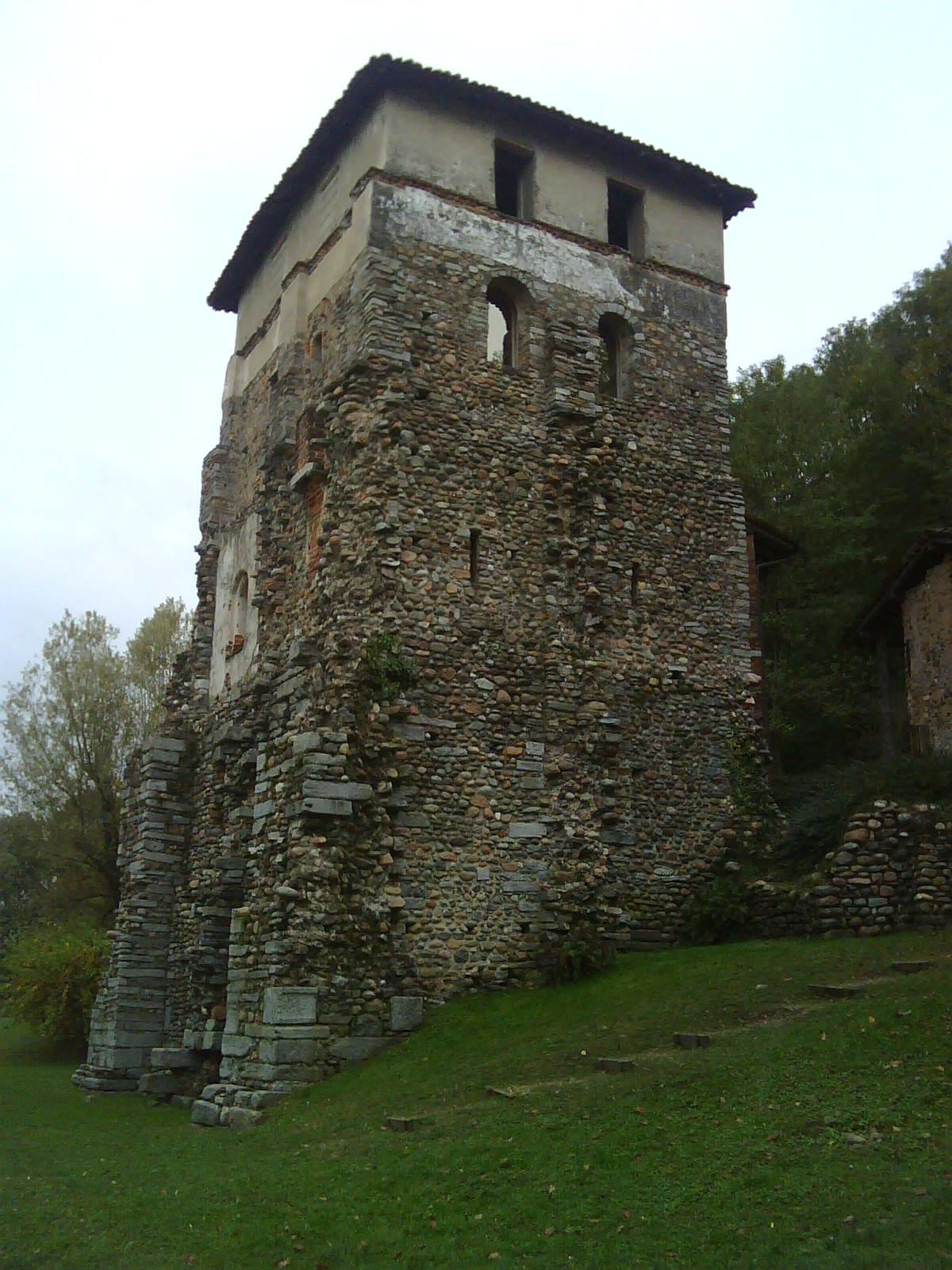
Torre de Torba.
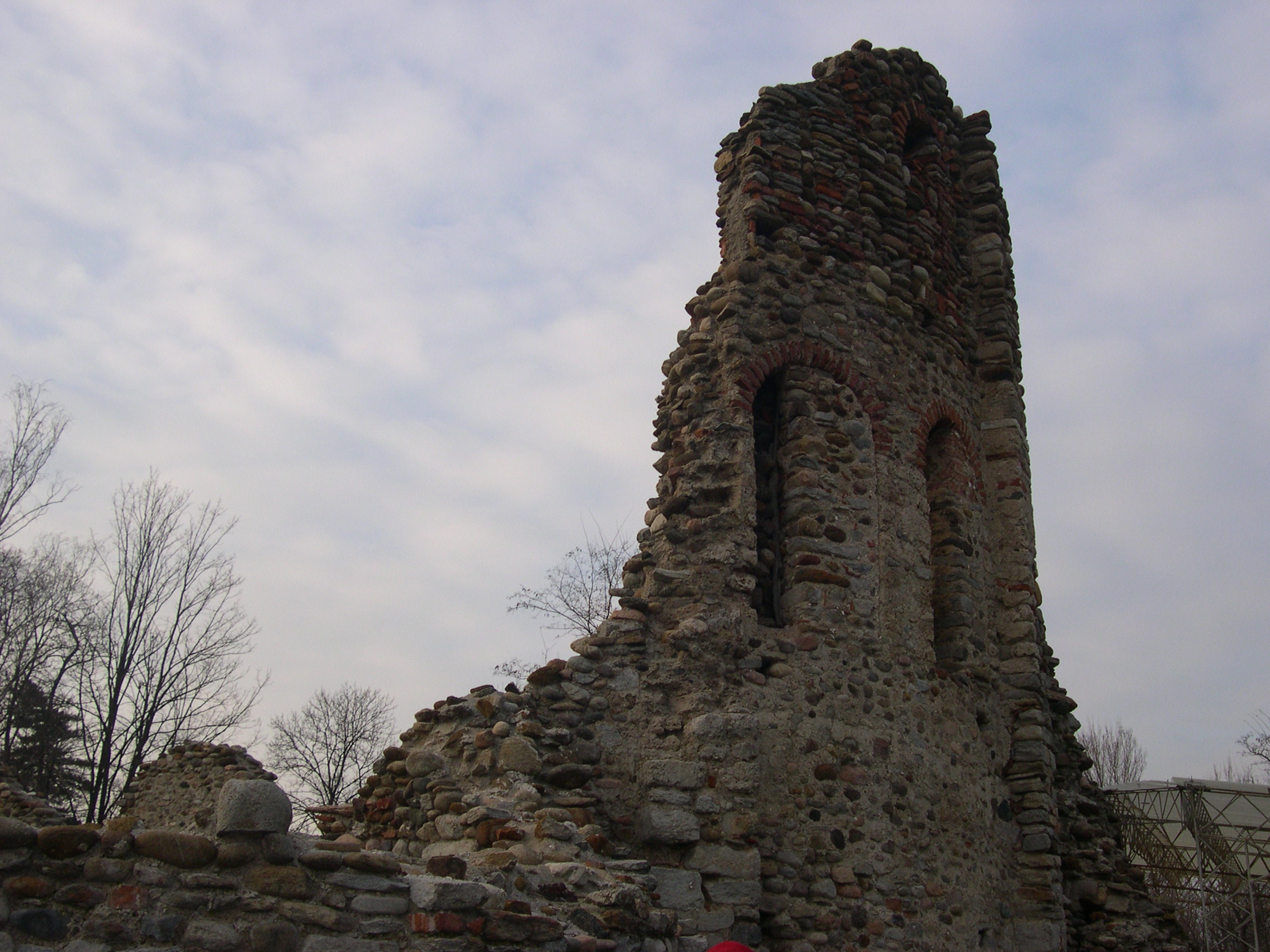
Ruinas de la Basílica de San Juan Evangelista.
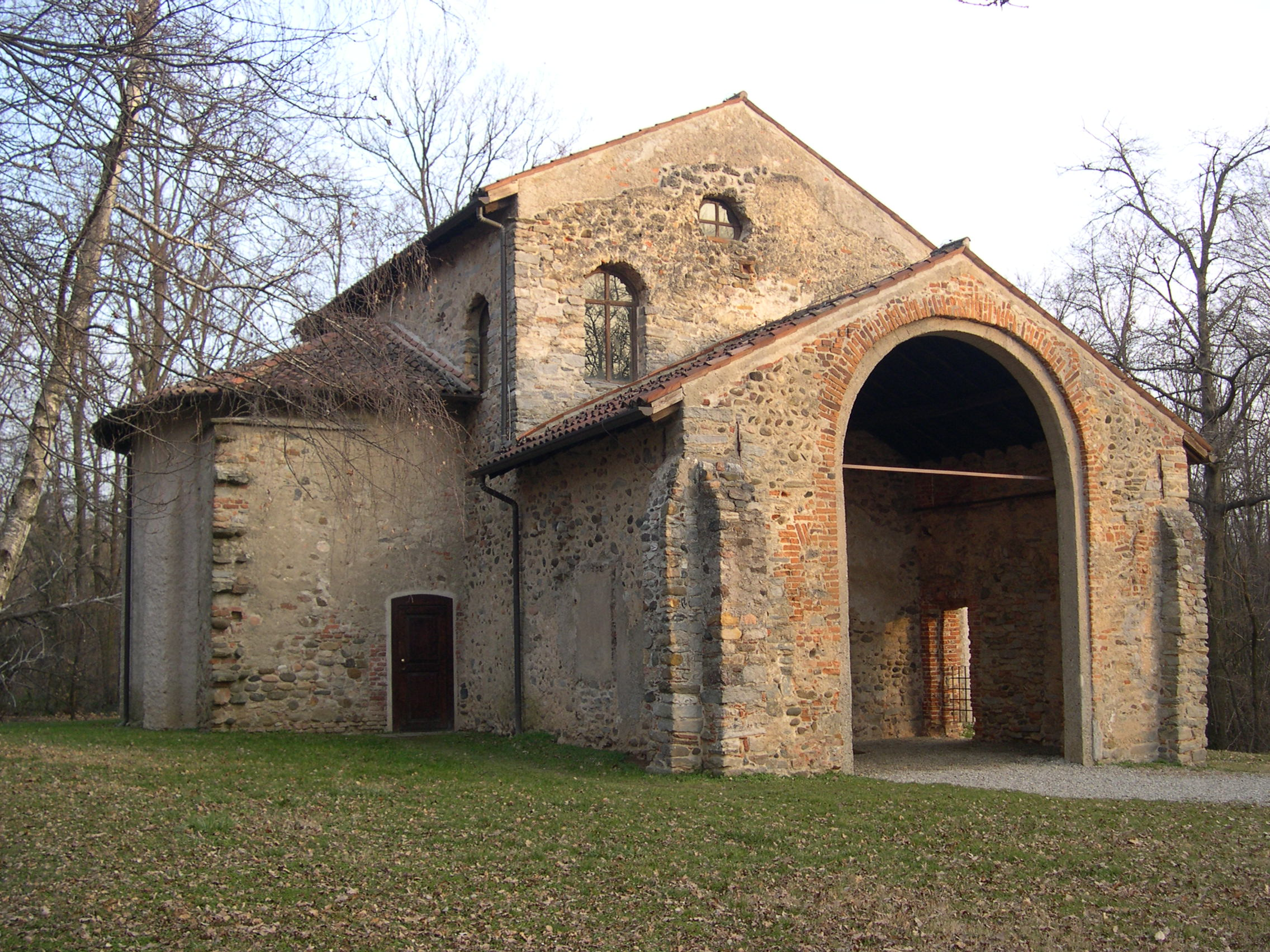
Santa Maria foris portas.
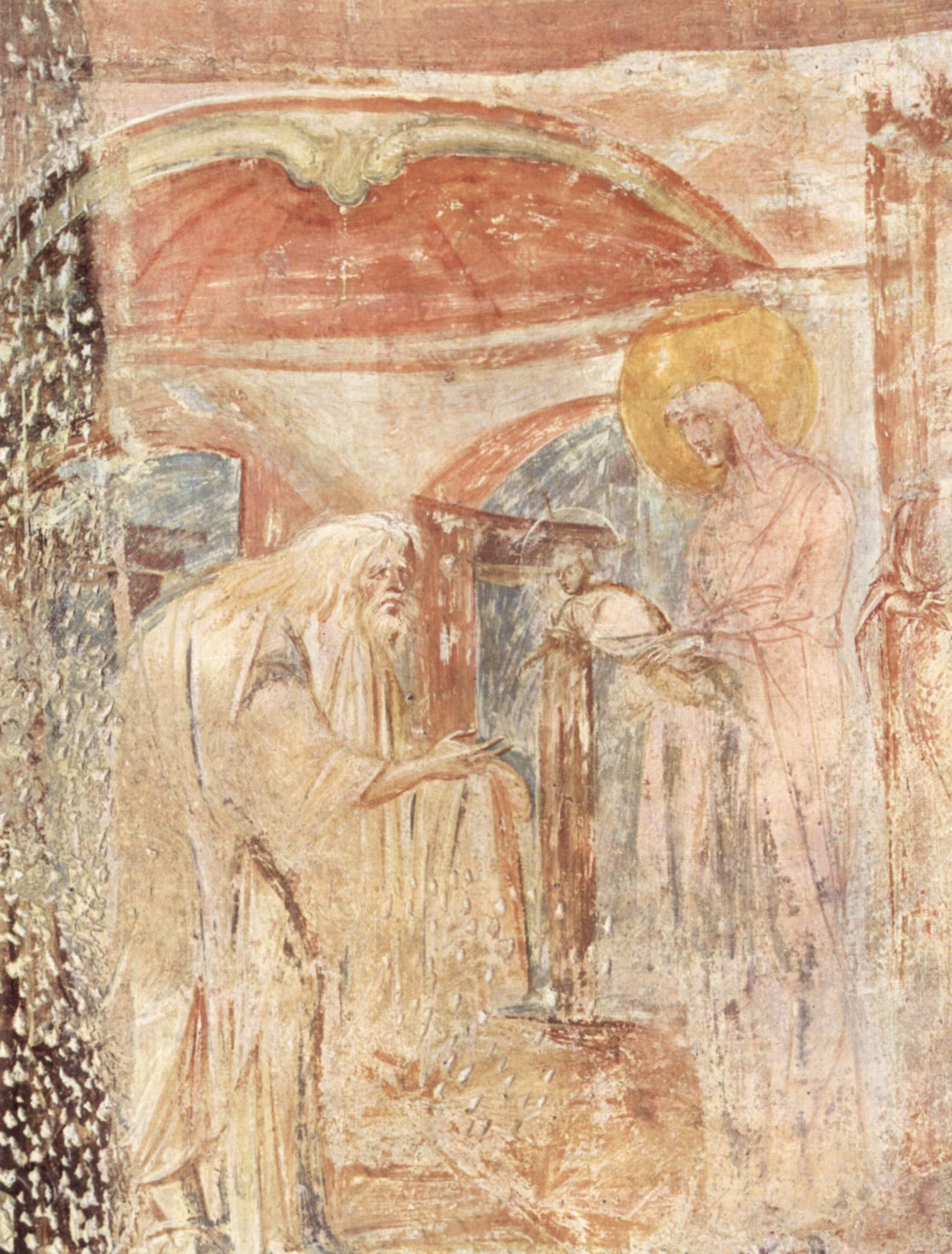
Santa Maria foris portas, Presentazione al Tempio (detalle del ciclo de frescos).

### Spoleto
En Spoleto (Perugia) el patrimonio incluye la basílica de San Salvador. La basílica paleocristiana del siglo IV-V, fue ampliamente restaurada por los lombardos en el siglo VIII. La planta es de tres naves, y también el presbiterio es tripartito, y está cubierto por una bóveda con base octogonal. El ábside es semicircular y externamente está cerrado por un muro rectilíneo; a los lados, dos salas flanquean el ábside con bóveda de crucería. El interior ha perdido la decoración original en estuco y pintura, pero conserva el rico entablamento con un friso de orden dórico, impostado sobre columnas también corintias. De la fachada original del siglo VIII, marcado por lesene (pilastras) y dividida en dos órdenes por una cornisa, se conservan sólo las cornisas de las ventanas y los tres portales esculpidos con motivos clásicos.

Bienes en Spoleto
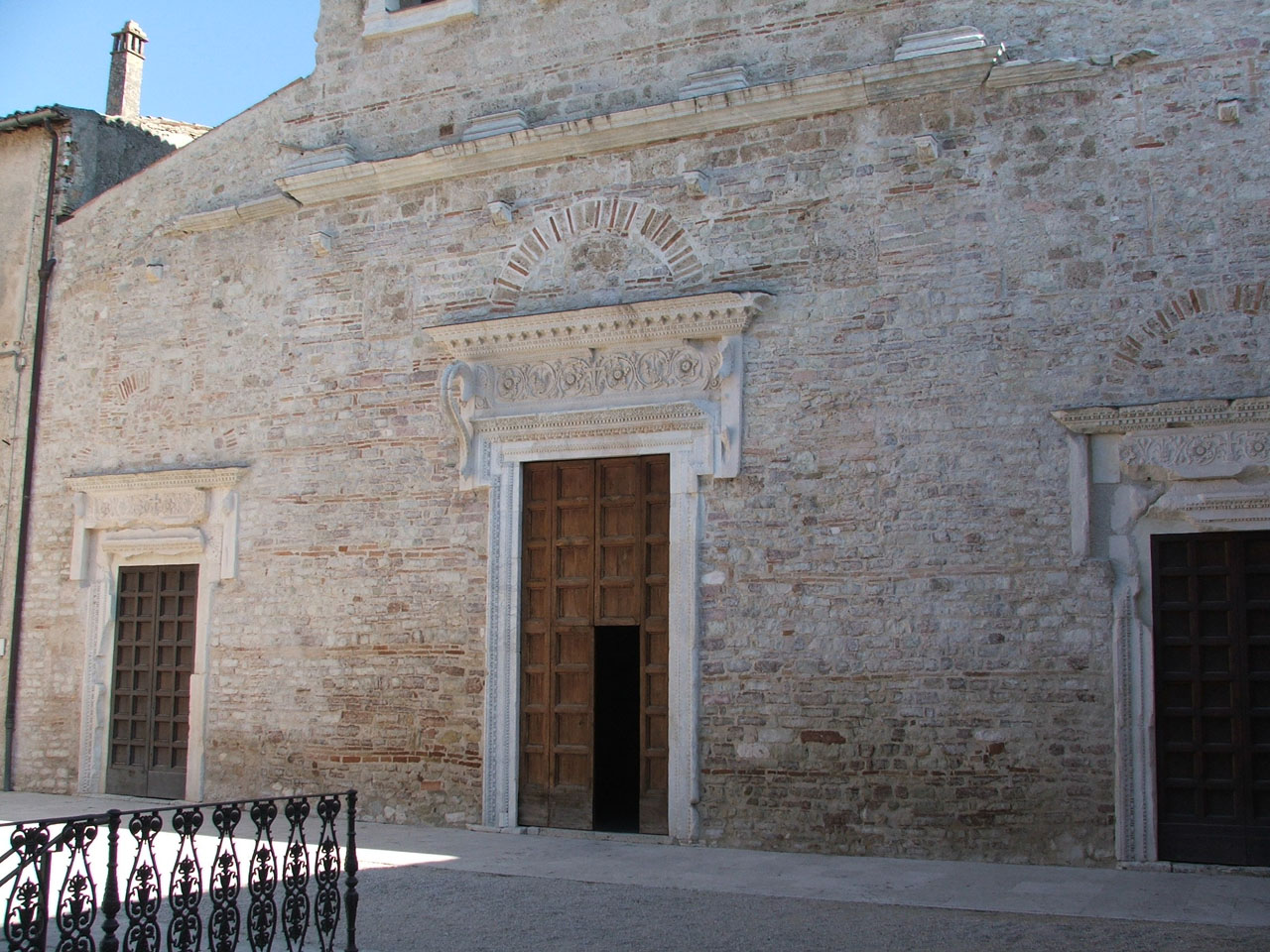
San Salvador, fachada.
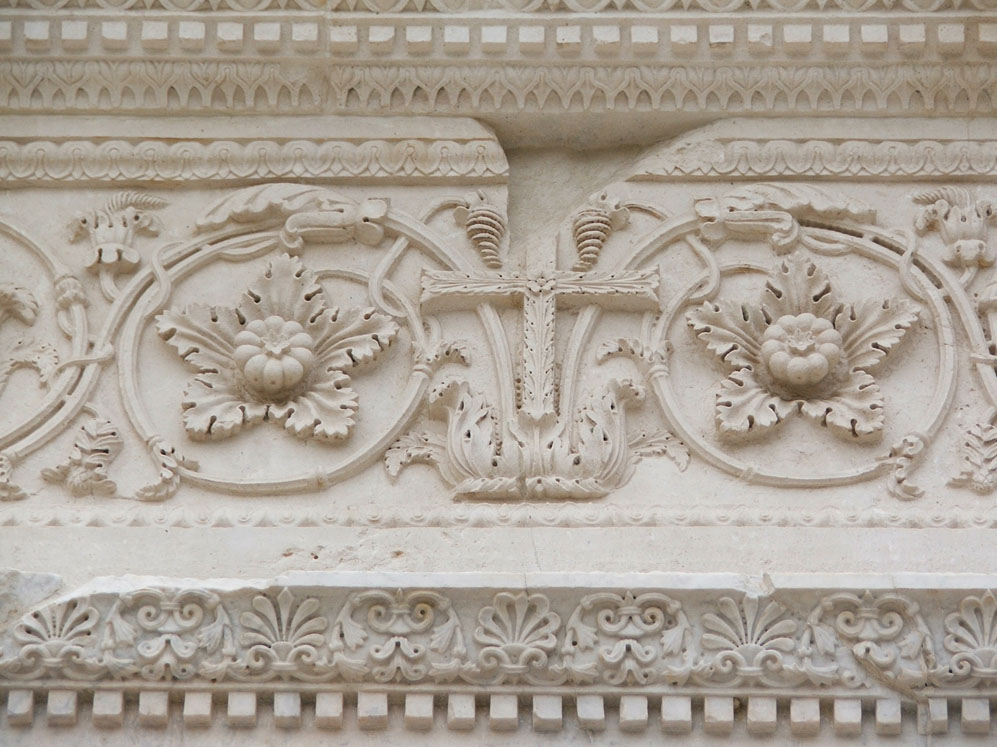
San Salvador, portal (detalles).
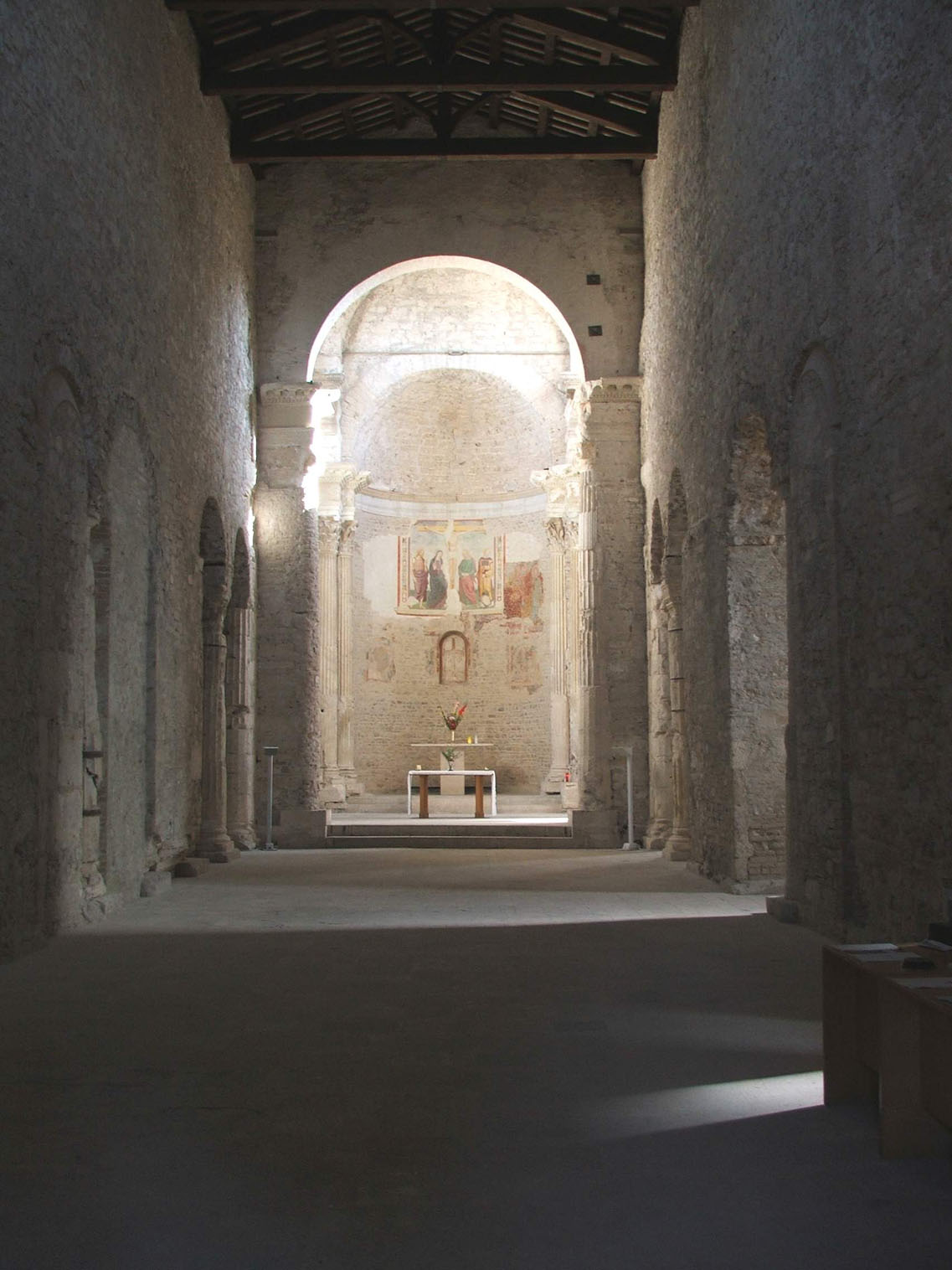
San Salvador, nave central.
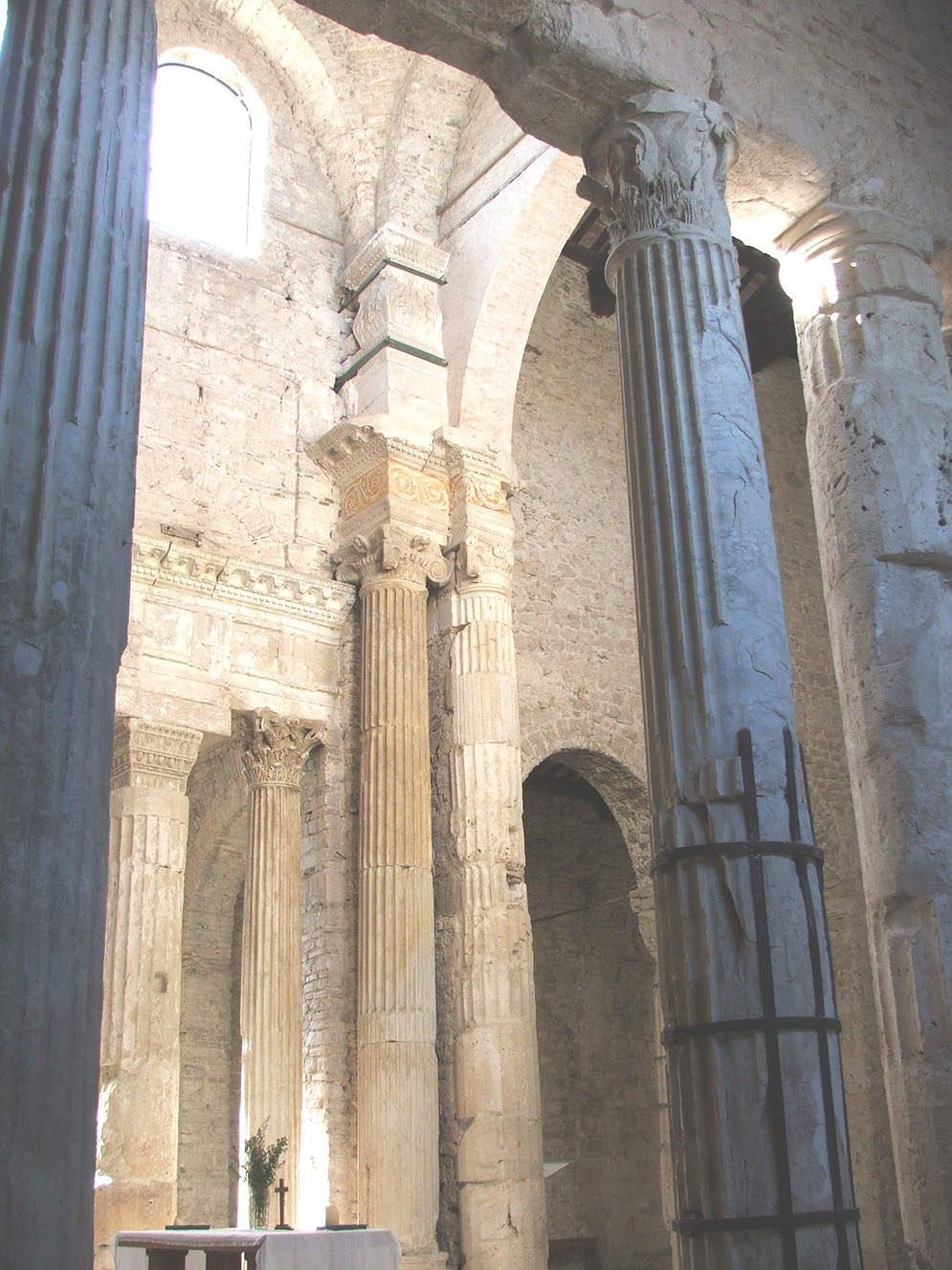
San Salvador, presbiterio.

### Campello sul Clitunno
En Campello sul Clitunno (Perugia) forma parte del sitio serial una pequeña iglesia dedicada a San Salvador, en forma de templete corintio tetrastilo in antis. Los costructores probablemente reutilizasen los restos de un sacelio pagano más antiguo y materiales de reutilización; la mayoría de los ornamentos esculpidos son sin embargo manufacturas originales y no recolocaciones de elementos de la época romana. Sobre el arquitrabe están situados, en los lados oeste, sur y norte, inscripciones en mayúscula romana, rarísimo ejemplo de la epigrafia monumental altomedieval. El interior incluye la cella, cubierta con una bóveda de cañón y con edicola que encuadra el ábside al fondo. Hay frescos del siglo VII.

Bienes en Campello sul Clitunno
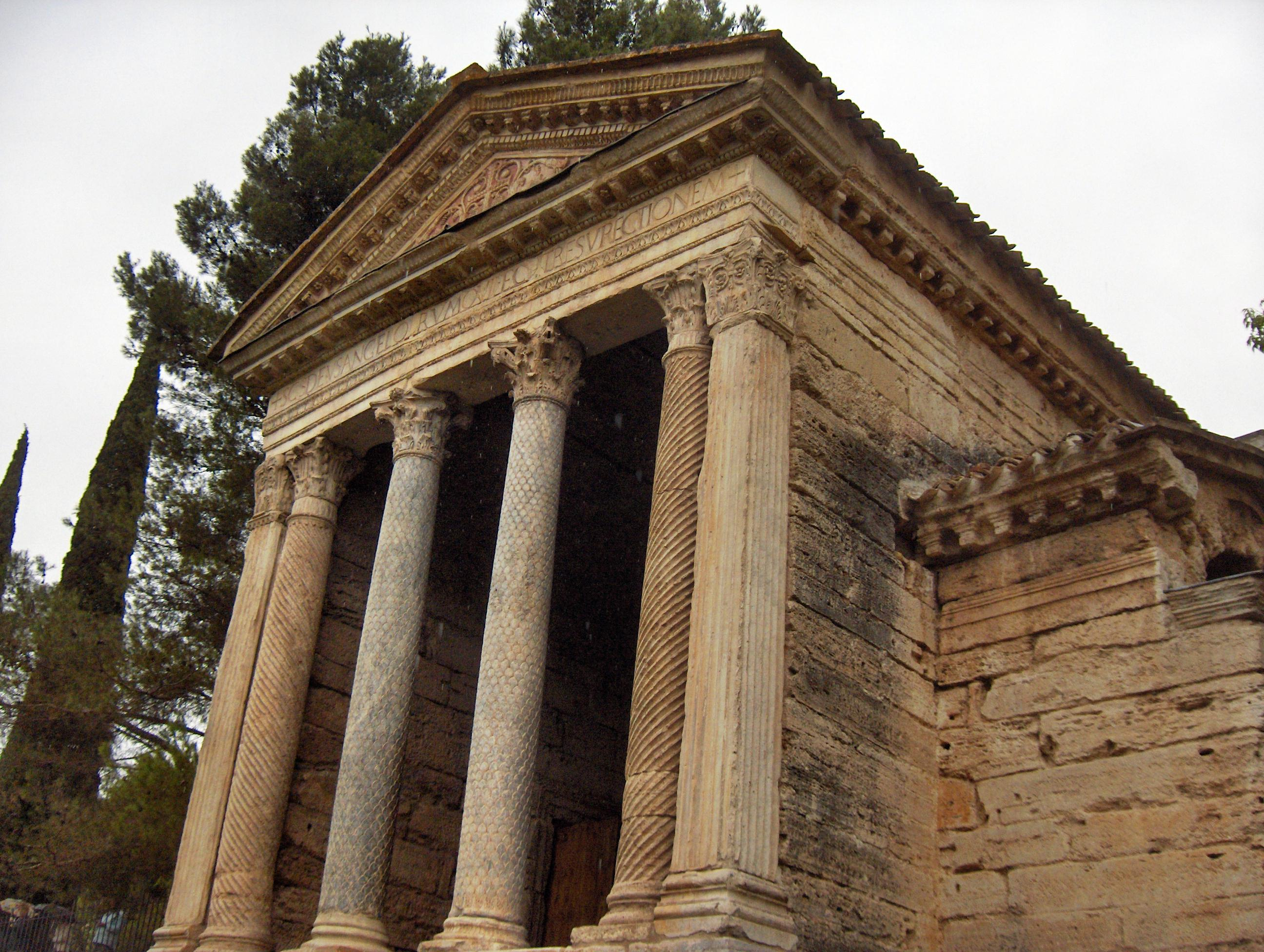
Templete del Clitunno, fachada.
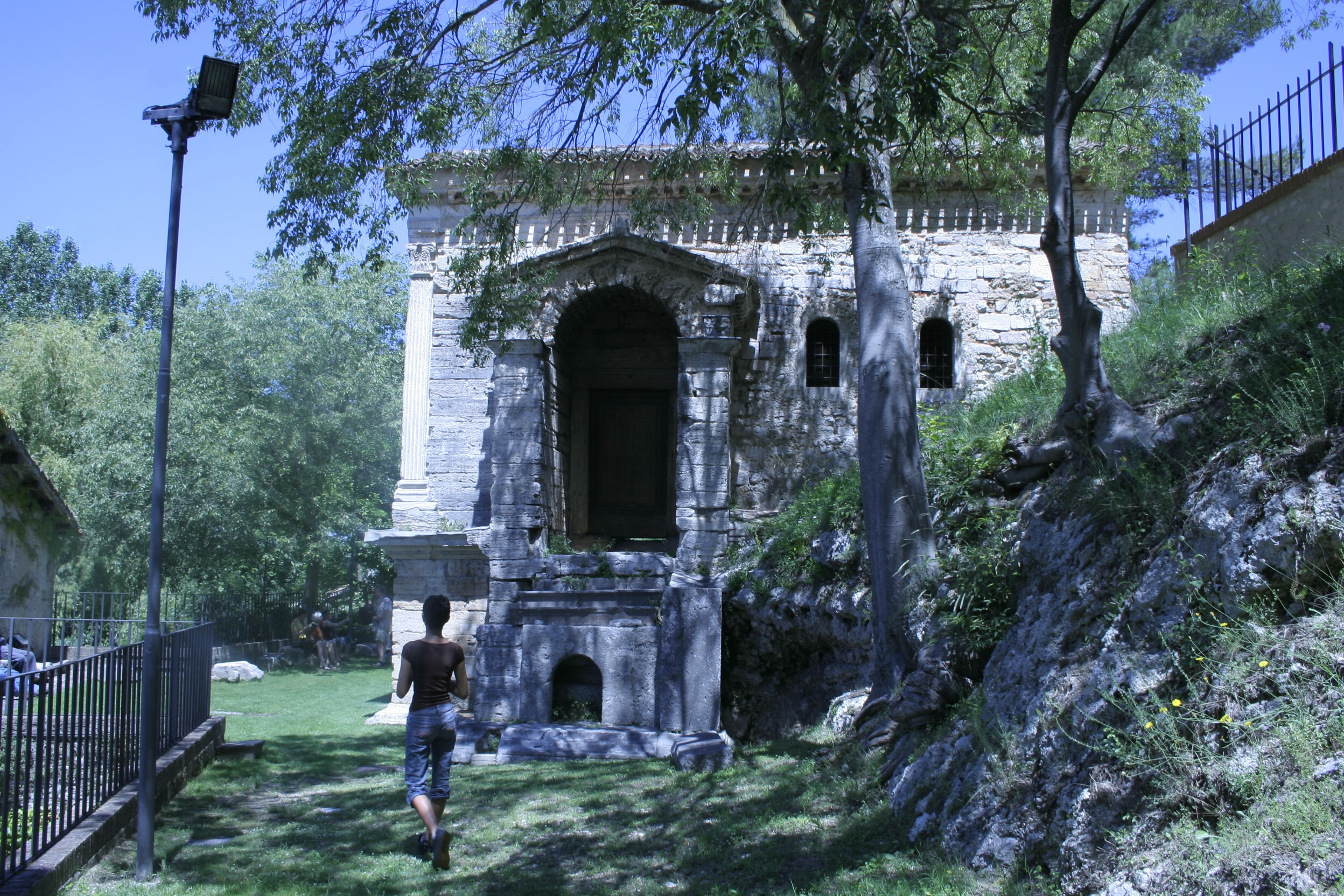
Templete del Clitunno, vista lateral.
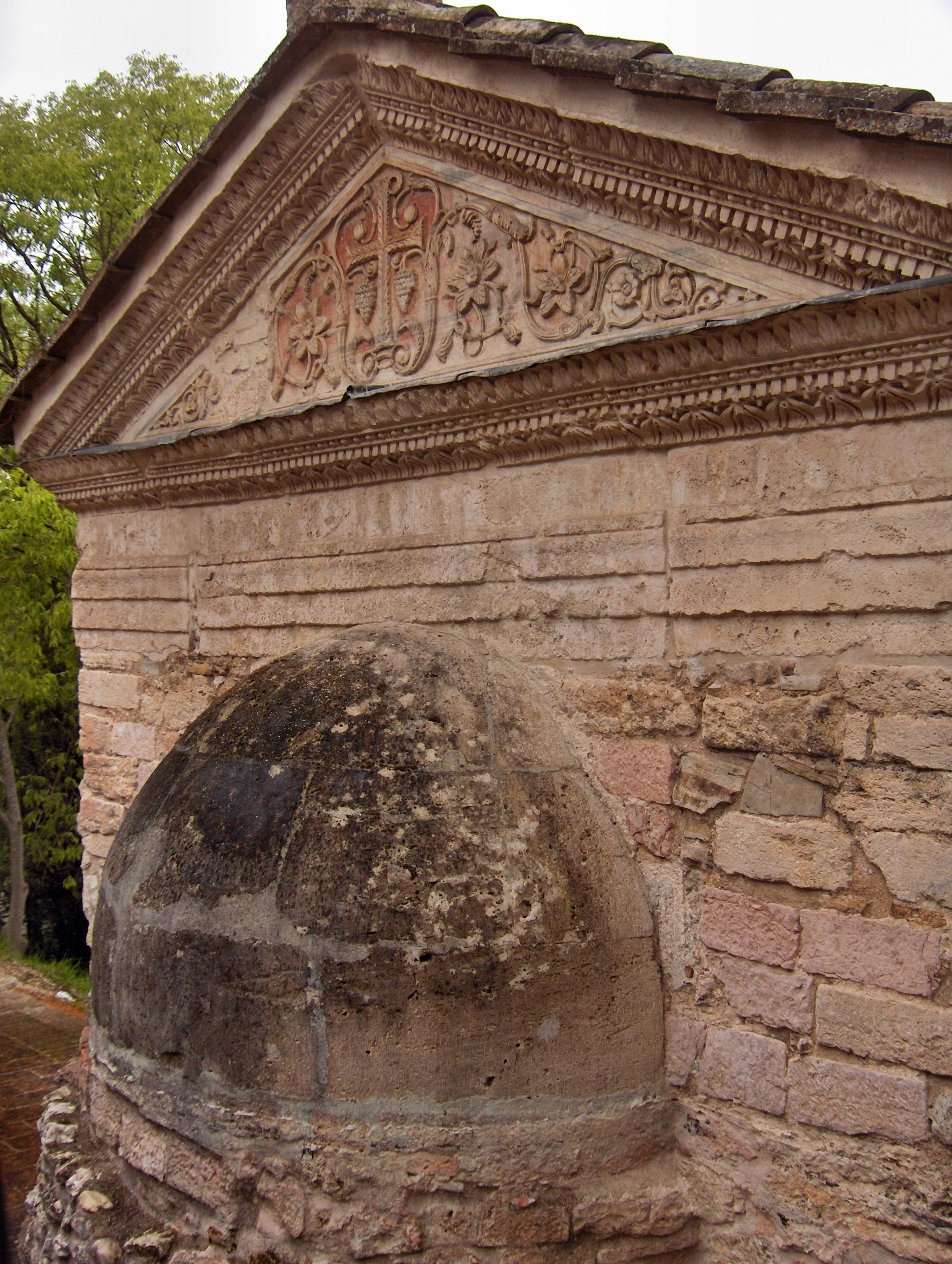
Templete del Clitunno, ábside.
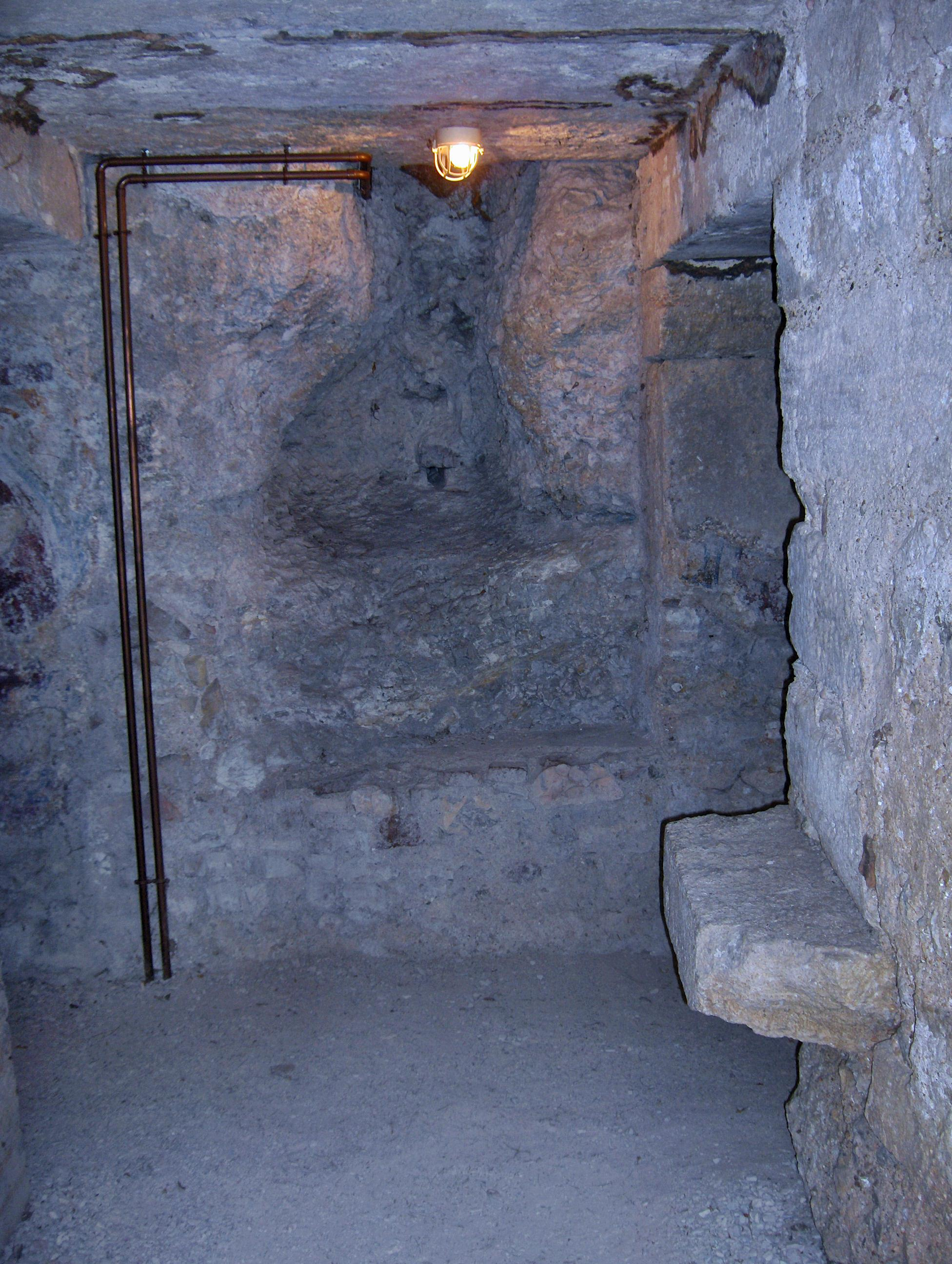
Templete del Clitunno, interior.

### Benevento
En Benevento, la antigua sede del ducado lombardo más importante de la Langobardia minor, el testimonio lombardo reconocido por la Unesco se recoge en el complejo monumental que se articula alrededor de la iglesia de Santa Sofía, fundada por el duque Arechis II alrededor de 760. Fue construida según el modelo de la capilla del palacio de Liutprando en Pavía; la planta central se basa en la de la iglesia homónima de Constantinopla, pero en el centro están dispuestas seis columnas en los vértices de un hexágono y conectadas por arcos que soportan la cúpula. El hexágono interno está rodeado después por un anillo decagonal con ocho pilastras de piedra calcárea y dos columnas a los flancos de la entrada, cada una de las cuales está dispuesta paralelamente a la pared correspondiente. De los frescos originales, que recubrían todo el interior de la iglesia, solo permanecen algunos fragmentos en los dos ábsides laterales.
Del complejo también forma parte un monasterio, a pesar de que lo que se conserva es el resultado de una reconstrucción del siglo XIII en el lugar del edificio lombardo original, y su claustro cuadrangular, también tardío.

Bienes en Benevento
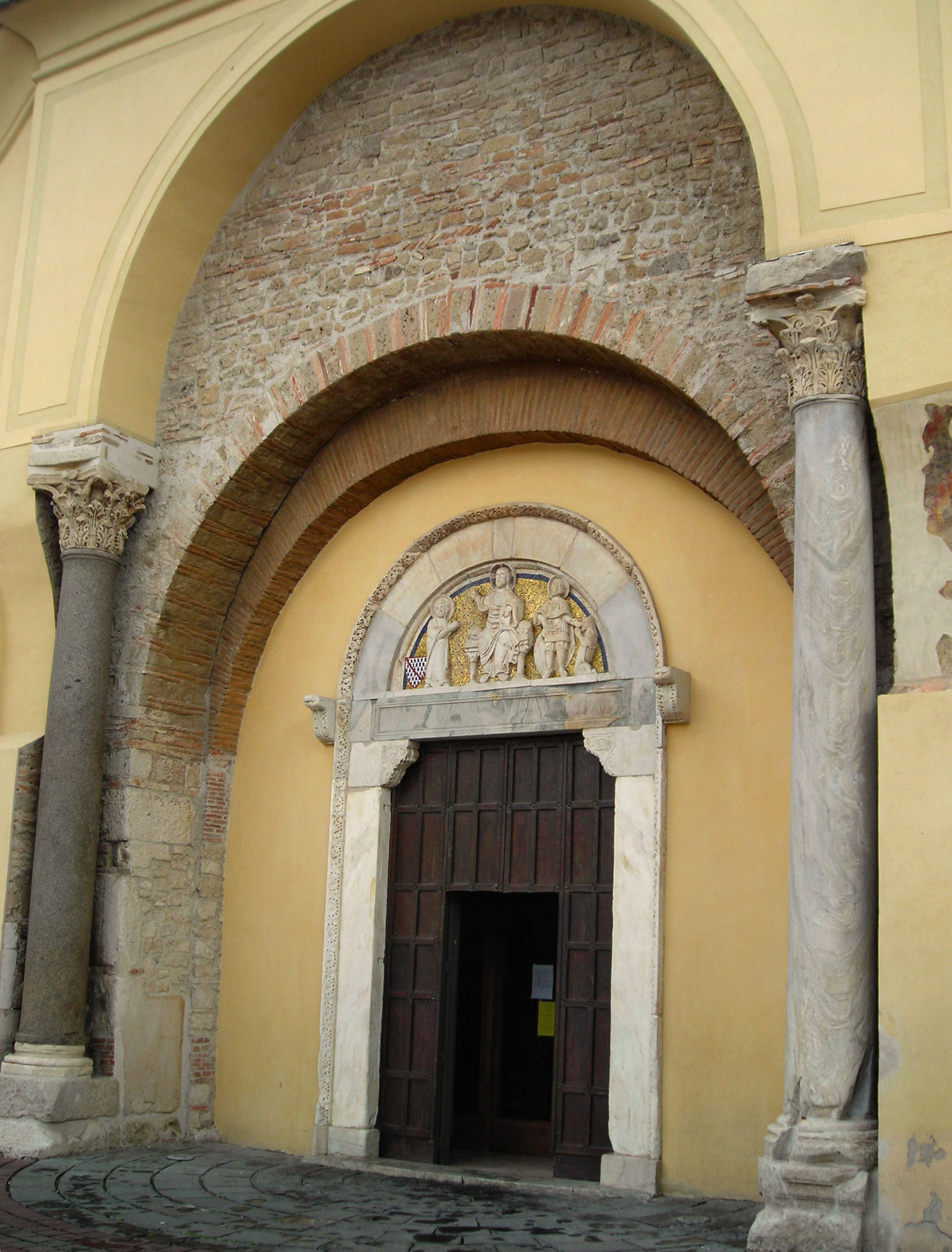
Iglesia de Santa Sofía, portal.
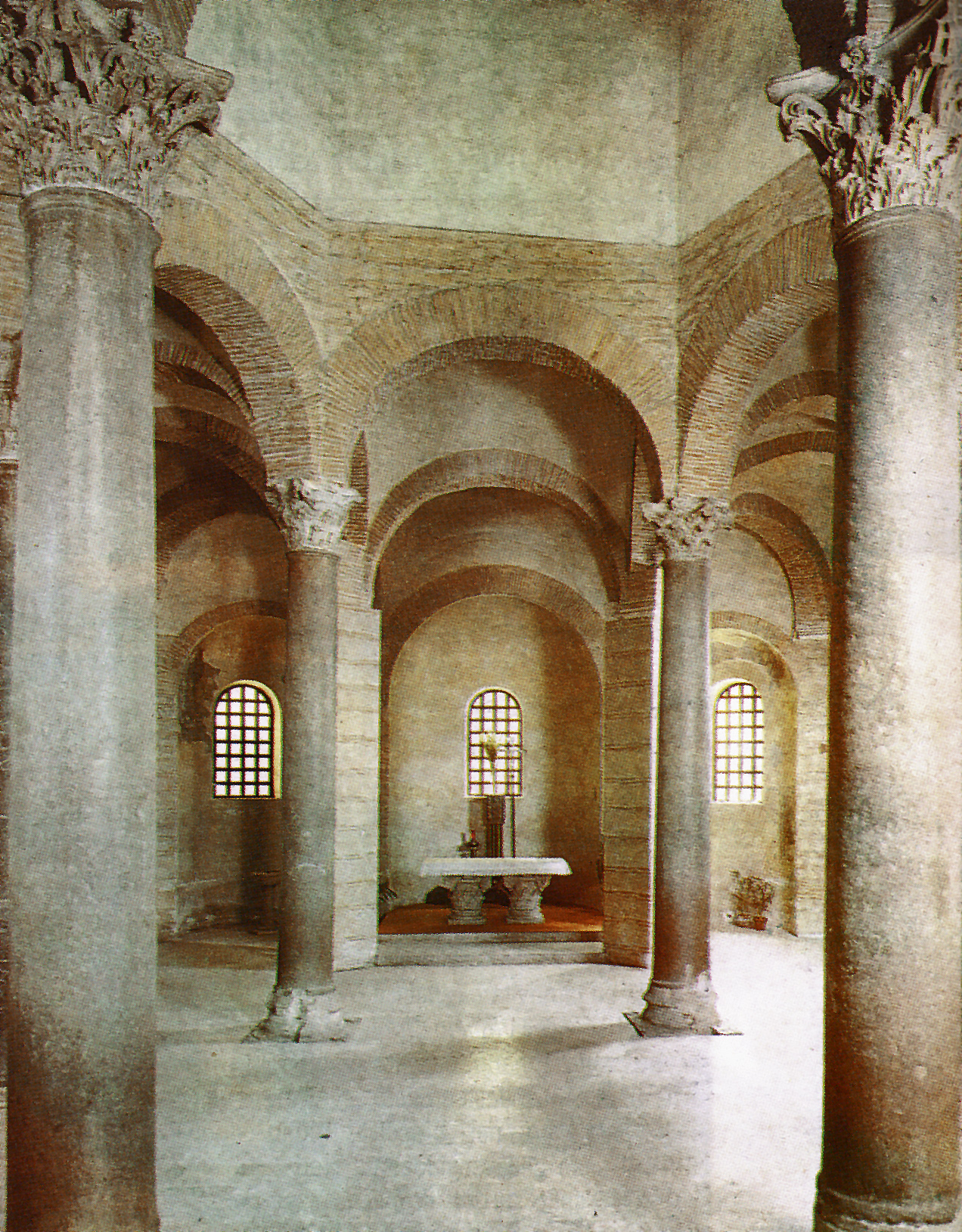
Iglesia de Santa Sofía, interior.
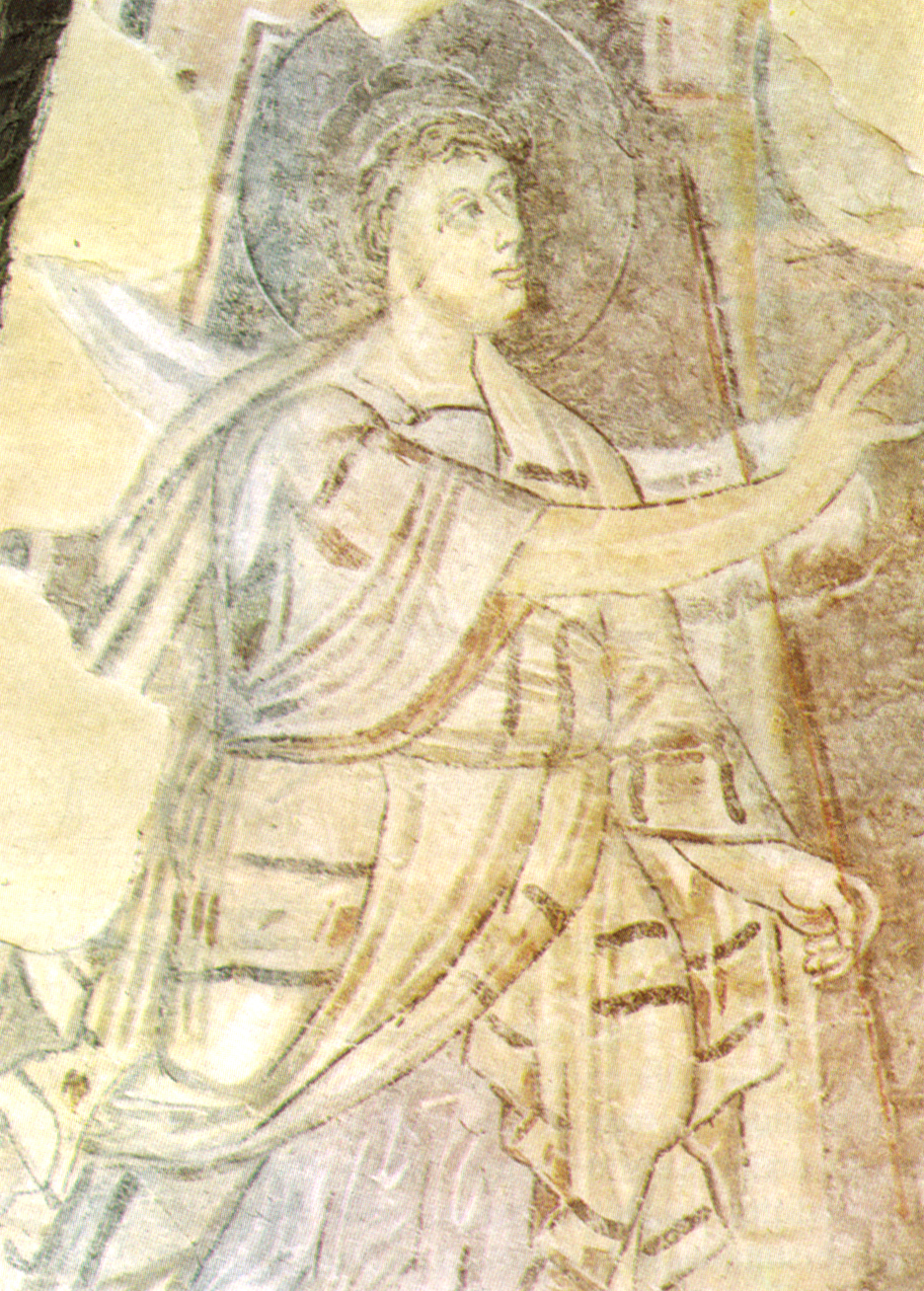
Frescos de Santa Sofía, Anuncio a Zacarías (detalle).
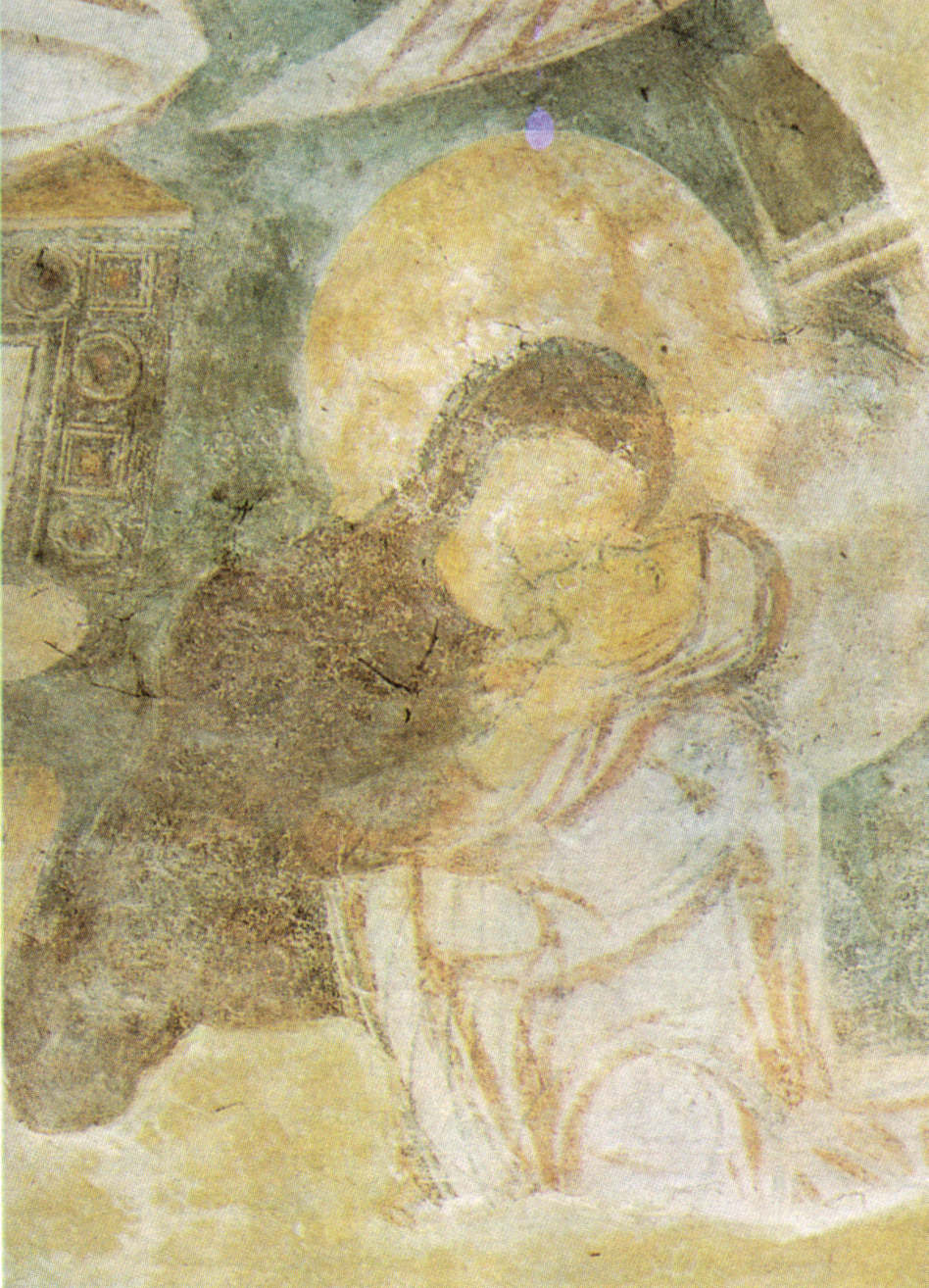
Frescos de Santa Sofía, Visitación (detalle).

### Monte Sant'Angelo
En el territorio del ducado de Benevento se encontraba el santuario de San Miguel Arcángel, fundado antes de la llegada de los lombardos, pero que éstos adoptaron como santuario nacional desde su conquista del Gargano (siglo VII). El complejo, que se encuentra en Monte Sant'Angelo (Foggia) y testimonia el especial Culto micaelico entre los lombardos. El santuario fue objeto del mecenazgo monumental de los duques de Benevento, tanto del rey instalado en Pavía, quien promovió numerosas reformas para facilitar el acceso a la cueva de la primera aparición, y para dar cabida a los peregrinos. San Miguel Arcángel se convirtió en uno de los principales lugares de peregrinación de la cristiandad, etapa de una variante de la Vía Francígena que conducía a Tierra Santa.
El santuario fue reconstruido ampliamente, sobre todo en su parte superior; al periodo lombardo corresponden sólo la cripta que conduce a la gruta donde, según la tradición, habría aparecido el Arcángel Miguel.